# PAF productions
PAF productions était une société de production de télévision française. 
Créée par Marc-Olivier Fogiel et Nicolas Plisson en 1999, elle a été revendue au groupe EndemolShine France avant d'être dissoute en, 2012.
Parmi les émissions produites par PAF productions, on peut citer TV+ (Canal+), 1 an de + / Un an de plus (Canal+ puis France 3), On ne peut pas plaire à tout le monde (France 3), + Clair (Canal+), le Fabuleux Destin de... (France 3) et On a échangé nos mamans (M6) mais aussi T'empêches tout le monde de dormir... (M6) ou L'Hebdo Cinéma (Canal+).
À partir de septembre 2008, aucune émission fixe ne devrait être produite par PAF Productions : + Clair devrait être produit en interne à Canal+ et Marc-Olivier Fogiel met un terme à ses activités télévisuelles en quittant M6 pour prendre les commandes de la matinale d'Europe 1.
La société a été dissoute le 29 novembre 2012 et radiée du registre du commerce le 31 décembre 2012.